# Дневники Гитлера
«Дневники Гитлера» — фальсификация 1980-х годов, которая успешно прошла ряд первоначальных проверок и была куплена за 9,3 млн немецких марок у художника Конрада Куяу и опубликована журналом Stern.
Дневники якобы были написаны собственноручно Адольфом Гитлером в 1932—1945 годах и включали отдельный блокнот, раскрывающий тайну перелёта заместителя фюрера Рудольфа Гесса в Англию. В действительности дневники были выполнены известным мистификатором Конрадом Куяу, а утверждения о том, что они якобы были найдены в обломках разбившегося в апреле 1945 года под Дрезденом немецкого самолёта и затем тайно переправлены в ФРГ из ГДР, оказались ложью.

## История
В 1974 году художник Конрад Куяу познакомился с коллекционером и промышленником Фрицем Штифелем, которому он, представившись Конрадом Фишером, впоследствии продавал разнообразные предметы эпохи национал-социализма, в том числе якобы работы Гитлера — рукописи, рисунки и картины. В ноябре 1975 года Куяу написал первый «дневник Гитлера», охватывающий период в полгода с января по июнь 1935 года. Для этого в лавке потребительской кооперации в ГДР он приобрёл чёрную общую тетрадь. На переплёте тетради Куяу приклеил инициалы Гитлера — золотые буквы фрактурой FH. Найти букву А в наборе ему не удалось. Свою подделку Куяу предложил Фрицу Штифелю. Весной 1978 года историк и бывший сотрудник Главного архива НСДАП Август Призакк провёл экспертизу предполагаемого документа Гитлера. В ноябре того же года историк Эберхард Еккель получил копии 72 документов руки Гитлера из собрания Штифеля. Первый том дневника Гитлера был представлен Еккелю в сентябре 1979 года во время встречи с Штифелем и «Фишером». Еккель посчитал дневник сенсационной находкой.
6 января 1980 года Штифель познакомился с репортёром журнала Stern Гердом Хайдеманом, который надеялся продать ему несколько предметов, некогда принадлежавших Герману Герингу. Знакомство состоялось благодаря аугсбургскому коллекционеру Якобу Тифентелеру, пытавшемуся найти покупателя для яхты Хайдемана Carin II. Штифель приобрёл вещи Геринга, но яхтой не заинтересовался. На встрече Штифель показал Хайдеману хранившийся у него дневник Гитлера. Хайдеман не задумываясь предложил за него один миллион немецких марок и выучил отрывки из него наизусть. Штифель не назвал Хайдеману своего поставщика. Хайдеман решил перепродать дневник без участия своего работодателя и заручился финансовыми средствами у своего знакомого, занимавшегося торговлей нефтью и оружием и предложил сотрудничество британскому писателю Дэвиду Ирвингу. Но Томас Вальде, заведующий отделом современной истории в Stern, убедил Хайдемана привлечь к приобретению дневников журнал. В течение нескольких месяцев Хайдеман безуспешно пытался найти продавца дневников. Куяу намеренно оставался в тени, поскольку Stern, по его мнению, придерживался слишком левых позиций в политике. Хайдеман занялся расследованием истории обнаружения дневников. 21 апреля 1980 года отдел современной истории журнала Stern был приглашён для переговоров на яхту Хайдемана, где репортёр получил задание найти дневники.
В сентябре того же года Хайдеман получил информацию о том, что в истории с дневниками Гитлера участвует пропавший без вести самолёт. Пилотируемый майором Фридрихом Антоном Гундельфингером самолёт Junkers Ju 352 с несколькими пассажирами и секретными материалами на борту якобы вылетел из окружённого Берлина и потерпел крушение в Баварском Лесу. В дальнейшем Хайдеман выяснил, что самолёт в действительности разбился в Бёрнерсдорфе, на территории ГДР. Хайдеман поехал туда и действительно обнаружил могилы Гунедльфингера и погибших в авиакатастрофе. Самолёт Гундельфингера, направлявшийся из Берлина в Баварию, разбился при вынужденной посадке на поле под Бёрнерсдорфом. В поисках на территории ГДР Хайдемана сопровождал Томас Вальде и офицеры МГБ ГДР. Благодаря полученным сведениям существование дневников Гитлера в глазах Хайдемана получило большую достоверность, и в конце ноября 1980 года он через Тифентелера вновь выходит на Фишера. Хайдеман повысил цену до двух миллионов немецких марок за копии дневников. Эту сумму Хайдеман назвал без уведомления и разрешения издательства. Тифенталер назвал имя своего поставщика — Конрада Фишера, но Вальде и Хайдеман так и не нашли его в Штутгарте.
Тифентелер письмом уведомил Куяу о предложении журнала Stern. После нескольких недель раздумий Куяу продемонстрировал свою заинтересованность, и Хайдеман получил его номер телефона. 15 января Хайдеман позвонил Фишеру и договорился о встрече 28-29 января 1981 года. Хайдеман сообщил Куяу о результатах своих расследований в ГДР, и тот ловко включил их в свою историю происхождения дневников Гитлера. Хайдеман ещё больше уверился в факте существования дневников Гитлера. Куяу сообщил Хайдеману, что дневники Гитлера оказались на Западе благодаря его брату, генерал-майору Национальной народной армии. На самом деле брат Куяу работал в ГДР носильщиком на железной дороге. Куяу приплёл в историю и своего зятя, якобы директора музея. Чтобы не подвергать их опасности, Куяу попросил Хайдемана сохранять конфиденциальность. По словам Куяу, существовало 27 томов дневников, три из которых находились в ФРГ, и три — в США. Фишер пообещал продать дневники журналу Stern.
Stern проверял тетрадки на подлинность, но очень поверхностно из-за опасений успехов конкурентов. Руководство издательства даже не прочитало дневников. Была проведена графологическая экспертиза, которая подтвердила подлинность, ибо была основана на созданных Куяу фальшивках. Технологической экспертизы (анализа бумаги, чернил и так далее) журнал дожидаться не стал. Герд Хайдеман два года убеждал начальство заплатить за дневники 9 млн марок (3,7 млн долларов). В итоге журнал доверился Хайдеману, проработавшему в нём 32 года. За свою роль в сделке репортёр получил 1,5 млн марок.
«Штерн» 25 апреля 1983 года сообщил о публикации эксклюзивного материала. Мероприятие в здании издательского дома Gruner+Jahr посетили 27 съемочных групп и более 200 журналистов. Сотрудники вышли к коллегам из других СМИ с 12-ю тетрадками в твердых черных обложках.
28 апреля 1983 года вышел номер Stern, опубликовавший первую партию выдержек из дневников. Обычный тираж в 1,8 миллиона экземпляров решили увеличить на 400 тысяч, цену подняли на 50 пфеннигов. Главный редактор Stern Петер Кох заявил, что историю «третьего рейха» придется переписывать, потому что дневники представляют Гитлера и события 30-х и 40-х годов XX века в новом свете.
На 42 страницах журнал напечатал выдержки из дневников — за первой публикацией в течение 18 месяцев должны были последовать ещё 28. Еженедельник The Sunday Times заплатил 400 тыс. долларов за право публикации дневников в Великобритании и странах Содружества. Французская Paris Match и итальянская Panorama также планировали напечатать их.
Публикуя материалы, журнал ссылался на мнения историков Хью Тревора-Ропера и Герхарда Вайнберга. Но они впоследствии заявили, что бегло ознакомились с дневниками и поэтому засвидетельствовали, что, по их мнению, они настоящие.
Первая серьёзная экспертиза была проведена лишь спустя месяц после публикации. Во время переговоров о приобретении права на публикацию дневников в США и Великобритании специалист-почерковед из Нью-Йорка, нанятый журналом Newsweek, дал однозначное заключение, что это подделка. Более того, он сказал: «Это не просто подделка, это ещё и плохая подделка»: листы были изготовлены из материалов, которых во времена «третьего рейха» попросту ещё не было.
Дальнейшие исследования специалистов подтвердили его выводы. Бумага, чернила, клей в переплётах и искусственная кожа обложек относились к послевоенному времени. Выяснилось, что Куяу за три года собственноручно изготовил фальшивку в своей штутгартской мастерской. Он во всём сознался и попытался выставить Хайдемана своим соучастником, но журналист не признал свою вину. Однако суд, продлившийся два года, признал их обоих виновными и приговорил Хайдемана к 4 годам и восьми месяцам тюрьмы за мошенничество, а Куяу — к 4 годам и шести месяцам.
После тюрьмы уже на законных правах Конрад Куяу продолжил заниматься созданием подделок. Он открыл в Штутгарте магазин «Галерея подделок», где торговал изготовленными им и его учениками полотнами Рембрандта, Ренуара и Пикассо, нотными рукописями Бетховена, императорскими указами Наполеона, акварелями Адольфа Гитлера и многим другим.
Команда исследователей и журналистов немецкой медиакомпании NDR при помощи искусственного интеллекта оцифровала по большей части нечитабельные «дневники Гитлера». Теперь они доступны всем и каждому на сайте NDR c комментариями историка и политолога Хайо Функе. До сих пор доступ к текстам Куяу имели лишь архивариусы.

## В популярной культуре
- По мотивам истории с подделкой и последовавшего скандала было написано множество книг-расследований.
- Несколько фильмов.
- Упоминается в «Симпсонах», эпизод Lisa the Iconoclast: «Это тайное признание Джебедайи Спрингфилда такая же липа, как завещание Говарда Хьюза, дневники Гитлера или отмена эмансипации».